# آسپیراسیون ریوی
آسپیراسیون ریوی (Aspiration Pneumonia) (یا به اختصار آسپیراسیون) به معنی ورود هرنوع مایع، ترشحات مانند بزاق دهان، خلط و جسم صُلب (جسم یا غذا) توسط دم ریوی به درون مجرای تنفسی تعریف می‌گردد.
این مواد می‌توانند شامل شیر مادر درهنگام تغذیه نوزاد، استفراغ در فرد بیهوش، آب در فرد غرق‌شده یا یک شیء کوچک (مثل دانه عدس) باشد که به درون سیستم تنفسی (نای و ریه) مکیده شود.
آسپیراسیون به خودی خود خطر مرگ را به دنبال ندارد، بلکه پیامد آن در درجه اول خفگی ناشی از نبود یا کمبود اکسیژن (هیپوکسی) و در درجه دوم عفونت‌های ریوی تهدیدکننده است. این حالت می‌تواند منجر به سرفه، مشکلات تنفسی، ایجاد ناراحتی و گاهی خفگی می‌شود.

## عوامل خطرزا
عوامل خطرزا در ایجاد آسپیراسیون ریوی، شامل شرایطی است که کاهش سطح هوشیاری را به دنبال داشته باشد. از مهم‌ترین این شرایط می‌توان به آسیب‌های مغزی، مسمومیت با الکل، اووردوز (مصرف بیش‌ازحد) در مواد مخدر یا دارو و بیهوشی جنرال نام برد. همچنین کاهش رفلکس در اسفنکتر فوقانی مری و اسفنکتر تحتانی مری- معده و همچنین چاقی و بارداری می‌تواند خطر ابتلا به آسپیراسیون در افراد نیمه هوشیار را افزایش دهد. از دیگر عوامل خطرزا می‌توان به سوند بینی-معده (جهت تغذیه) و لوله‌گذاری تراشه نیز اشاره کرد.

## علائم پنومونی ناشی از آسپیراسیون ریوی
علائمی پنومونی (سینه‌پهلو) ناشی از آسپیراسون تا حدودی می‌تواند به نوع عامل ایجادکننده (نوع میکرو ارگانیسم) مرتبط باشد اما به‌طور کلی شامل علائم زیر است:
- تب
- تنگی نفس
- تنفس‌های کوتاه و سطحی
- صدای تنفسی ویزینگ
- درد قفسه سینه
- خستگی و بی‌حالی شدید
- سرفه‌های خلط‌دار
- خلط خونی یا بدبو
- کاهش اکسیژن خون
- افزایش ضربان قلب
- کاهش وزن
- کم‌خونی مزمن

عمومی‌ترین علامت پنومونی آسپیراسون بی‌حالی، تعرق شبانه و تنگی نفس است. در موارد مزمن این بیماری کم‌خونی نیز دیده می‌شود.